# NGC 6574
NGC 6574 في الفهرس العام الجديد، هي مجرة، تقع في كوكبة الجاثي. اكتشفت في 9 يوليو 1863 بواسطة ألبرت مارث.

## روابط خارجية
- NGC 6574 على موقع ويكي سكاي: DSS2, SDSS, GALEX, IRAS, Hydrogen α, X-Ray, Astrophoto, Sky Map, Articles and images